# 어쩌다 18
《어쩌다 18》은 2017년 8월 28일부터 2017년 9월 8일까지 네이버TV와 JTBC 온라인에서 공개되었으며, 2017년 10월 8일에 JTBC에서 방영된 웹드라마이다.

## 등장 인물

### 주요 인물
- 최민호 : 오경휘 역
- 이유비 : 한나비 역
- 김보미 : 오이도 역
- 김희찬 : 장슬기 역
- 유준홍 : 마기호 역
- 최민석 : 백진욱 역

### 그 외
- 조영진
- 김영선
- 홍성숙
- 민서 : 다은 역
- 향숙
- 국지용
- 백세권
- 신연미
- 유민주
- 추수빈 : 우희 역
- 임종인
- 이상훈
- 정지윤
- 이종원
- 노병주
- 박주안
- 김태훈
- 최민재
- 한세미
- 양혜주
- 차혜빈
- 정태훈
- 이성빈
- 김병석
- 김효진

### 특별출연
- 허윤희
- Wh3n